# آنجلا آود
آنجلا آود (انگلیسی: Ángela Auad; ۲۹ فوریهٔ ۱۹۴۵ – ۱۷ دسامبر ۱۹۷۷) دانش‌آموز اهل آرژانتین بود. او یک فعال اجتماعی آرژانتینی بود. او عضو حزب کمونیست مارکسیست - لنینیست بود که با مادران میدان مایو برای پیدا کردن کسانی که طی جنگ کثیف «ناپدید شده‌بودند» کار می‌کرد که به دلیل فعالیت‌هایش، ربوده شد، شکنجه شد و به قتل رسید.

## فعالیت‌های سیاسی
آود برای اولین بار هنگامی که دانشجوی کالج استان توکومان بود دستگیر شد و تا اواسط سال ۱۹۷۵در زندان به سر برد و سپس آزاد گردید. در ۱۹۷۶ همراه با همسرش روبرتو کن‌وز در زندان استان چاکو زندانی شدند. به همین علت او به دلایل سیاسی در ارتباط با خانواده‌های زندانیان سیاسی محبوس و ناپدید شده و همچنین مادران میدان پلازا که در پی جگرگوشه‌های خود می‌گشتند قرار گرفت.

## ربودن و قتل
بین سه‌شنبه هشتم دسامبر و شنبه دهم دسامبر ۱۹۷۷ گروهی از سربازان تحت فرمان آلفردو آس‌تیز اقدام به ربودن ۱۲ نفری که در ارتباط با مادران میدان مایو بودند کردند که درمیان آنها آنجلا آود نیز وجود داشت. در بین آنها از مادران میدان پلازا از جمله آسوسنا ویافلور، استر بالس‌ترینو و ماریا پونس و خواهران راهبه آلیس دامون و لئونی دوکت بودند.
آنجلا در هشتم دسامبر هنگامی که قرار ملاقات داشتند همراه با سایرین در کلیسای سانتاکروز ربوده شد که در حومه سن کریستوبال شهر بوئنوس آیرس قرار دارد.
او مستقیماً به زندانی به نام کاپاچا که یک بازداشتگاه مخفی در مدرسه مکانیک افسران نیروی دریایی است و تحت کنترل نیروی دریایی قرار دارد برده شد. آنجلا تقریباً ده روز در این مکان نگه داشته شد و طی این مدت در زیر شکنجه مستمر قرار داشت. در گزارشی که از بازماندگان این واقعه یعنی ماگ‌یو و کیوباس آورده شده و در مورد انگیزه‌های آنجلا می‌دانستند نوشته شده:
این اقدامات عیناً مشابه همین روی خواهران مذهبی آلیس دامون و لئونی رنی دوکت صورت گرفت. من این فرصت را داشتم تا با خواهر آلیس که همراه با خواهر رنه به طبقه سوم بازداشتگاه ESMA که محل کازینو بود و در آنجا محبوس بودند صحبت کنم. این دیدار حوالی یازده و دوازدهم دسامبر انجام شد؛ و آن هنگامی بود که او به من گفت از کلیسا همراه با خانواده‌های ناپدیدشده‌ها ربوده شدیم و بعد دریافتیم که سیزده نفر هستیم و بعد همراه با یازده نفر دیگر منتقل شدیم وبر اساس شایعات و نکاتی که این افراد گفتند همه به این شیوه کشته شدند. (گزارش شهادت هوراسیو دومینیک ماگ‌یو)
یادداشت ۱: ماگ‌یو در ۱۷ مارس ۱۹۷۸ طرح فرار را کشید و در همان ماه خود را وقت این کرد تا هر آنچه را از نزدیک مشاهده کرده بود را در خصوص زندانیان بازگو کند وبه خانواده‌های زندانیان و گروگانها اطلاع‌رسانی کند تا متوجه شوند چه به سر عزیزانشان آمده‌است؛ و حتی واهمه ای نداشت تا در مورد قایقرانی که او را شکنجه کرده بود تا به خانواده‌ها تعدی کند، هر چند او در چهارم اکتبر ۱۹۷۸ دوباره دستگیر شد اما آنها نتوانستند دوباره زنده او را دستگیر کنند. تا این که بر اثر مقاومتش توسط اوباش ارتشی کشته شد و جسد او را به همراه سایر گروگانها از ESMA خارج شد.
این احتمال وجود دراد که در هفدهم و هجدهم دسامبر ۱۹۷۷ آنجلا به همراه سایر گروه ربوده شده به فرودگاه نظامی در شهر بوئنوس آیرس برده شده
و از آنجا آنها را زنده به دریا در ساحل سانتا ترسیتا انداخته‌اند تا در آب بمیرند. در سال ۱۹۷۸ که در اثنای تمیز کردن ساحل در جنوب بوئنوس آیرس بودند به اجسادی که بر اثر شکنجه کشته و در آب انداخته شده بودند از طریق هلی کوپتر و هواپیما شناسایی شدند؛ و در ژوئیه ۲۰۰۵ یک قبر جمعی برای این زنان در نظر گرفته شد و پیکر آنجلا آود در باغی در سانتاکروز کنار کلیسا به خاک سپرده شد.

## تعیین هویت و دفن اجساد
در ۲۰ دسامبر ۱۹۷۷، در سواحل استان بوئنوس آیرس در ارتفاعات سانتا ترسیتا با امواج دریا اجساد روی اب آمدند. پزشکان پلیس که در آن زمان اجساد را مورد بررسی قرار دادند، علت مرگ را «برخورد با اشیاء سخت از ارتفاع زیاد» ثبت کردند که نشان دهنده شکستگی‌های استخوانی است که قبل از مرگ اتفاق افتاده بوده‌است.
مقامات محلی بلافاصله برای دفن اجساد به عنوان افراد مجهول الهویه NN در گورستان شهرستان لاوال که در همان نزدیکی بود اقدام کردند.
در سال ۱۹۸۴، در چارچوب تحقیق و با تصمیم هیئت منصفه دادگاه، در گورستان عمومی لاوال نبش قبرهایی انجام شده بود و مقدار زیادی از استخوان‌های باقی مانده از اجساد در سواحل سان برناردو و لوسیلا دل مار کشف شده بود. این باقی مانده‌ها در محاکمه مورد استفاده هیئت منصفه دادگاه قرار گرفت و سپس در ۱۶ کیسه ذخیره شد.